# Prima Donna (ost)
 Denne artikel omhandler en ost. Opslagsordet har også en anden betydning, se Primadonna.
Prima Donna er en hollandsk ost af goudatypen. Osten er baseret på komælk og lagres i 12 måneder. Osten har en fyldig karakteristisk nøddeagtig aroma med sødlig-saltet smag. Den er yderst velegnet som snack og findes i flere udgaver (rød, blå og sort).